# 小行星3312
小行星3312（英語：3312 Pedersen）是一颗围绕太阳公转的小行星。1984年9月24日，Copenhagen Observatory在霍尔拜克发现了此天体。
这颗小行星的绝对星等为130.0268973176261等。